# سفارت اریتره در لندن
سفارت اریتره در لندن (به انگلیسی: Embassy of Eritrea) یک منطقهٔ مسکونی و نمایندگی سیاسی این کشور در بریتانیا است که در لندن واقع شده‌است.